# المدرسة الثانوية والجامعة الدولية البنجلاديشية في قطر
المدرسة الثانوية والجامعة الدولية البنجلاديشية في قطر هي مدرسة وجامعة بنغلاديشية في الدوحة, قطر.

## الروابط الخارجية
- Qatarliving qatarliving
- explore-qatar
- qataronlinedirectory